# Гамарня (Полонне)
Гамарня - невеличке село, а нині адміністративно це частина міста, на околиці Полонного (його південно-західна частина).

## Історія
В 1826 році Тадеуш Валєвський вибудував невеликий мисливський будинок на острові, що був утворений вигином річки Хомори. Після свого одруження він повністю перебрався до Гамерні (Гамарні). Дім тоді збільшили та звели в стилі романтизму, який в цей час розквітав в Європі. Було добудовано ряд адміністративних будинків для прийому офіційних осіб, а також стайні виїзних і верхових коней.
Острів шириною близько 200 метрів був облаштований як натуральний парк та перетнутий алеями. Головна алея була виїздна, що вела від широкої греблі до з’єднуючої з містечком і носила назву «Лінія».
Згідно документів, Тадеуш Валевський був закоханий у творчість Михайла Чайковського, а особливо в його «Вернигору». Саме це сприяло оформленню двох кімнат на партері правої офіцини як музею-пам’ятки українського мистецтва. До «Хати Вернигори» запрошувалися на партію преферансу тільки постійні привілейовані гості Тадеуша Валевського - чоловіки.
В 1855 році, помираючи в Римі, Тадеуш Валєвський записав всю надбану полонську спадщину своїй дружині Анні, яка в свою чергу заповіла братові Казимирові Карвіцькому та його дітям.
Після її смерті, Полонщину отримав Францішек Карвіцький (1843-1900 рр.), одружений з Наталією Франківською. Францішек Карвіцький залишив всі будинки непорушними, тільки розбудував головний житловий будинок. З’явився новий об’ємний салон, зала-їдальня з окремим буфетом, кабінети і кілька житлових кімнат.
Карвіцькі в Полонному (Гамарні) мали свою історико-літературну книгозбірню, з власним екслібрисом, яка була знищена під час першої світової війни.
Син Францішека і Наталі, Ян Дунін-Карвіцький (1869 року народження),  дбав про Гамарню та її парк. Він називав її «зеленим раєм», а панську садибу — найкращою резиденцією на Волині.
Ян Дунін-Карвіцький був останнім власником Полонного і Гамарні до першої світової війни.

## Сьогодення
Будівля млину до наших часів не збереглась, але Гамарня є прекрасними місцем з краєвидами на водну широчінь Хомори, красивою природою і бажаним місцем для умиротворення.